# Астрамьево
Астрамьево — деревня в Зарайском районе Московской области, входит в состав муниципального образования сельское поселение Гололобовское. Также встречается как Острамьево, Остромьево, Острамево. По данным Всероссийской переписи 2010 года численность постоянного населения составила 25 человек.

## География
Расположена у реки Пилис, в 17 км восточнее Зарайска.

## История
Первые упоминания об Астрамьево как о сельце датируются 1532 годом.
В XVII века возведена деревянная Дмитровская церковь, на её месте начале XIX века в деревне была построена каменная церковь Казанской иконы Божией Матери, разрушенная в середине XX века.

## Население
| 2002 | 2006 | 2010 |
| ---- | ---- | ---- |
| 16   | ↗17  | ↗25  |